# Шієу (комуна, Марамуреш)
Шієу (рум. Șieu) — комуна у повіті Марамуреш в Румунії. До складу комуни входить єдине село Шієу.
Комуна розташована на відстані 392 км на північ від Бухареста, 48 км на схід від Бая-Маре, 115 км на північний схід від Клуж-Напоки.

## Населення
У 2009 році у комуні проживали 2554 особи.

## Зовнішні посилання
- Дані про комуну Шієу на сайті Ghidul Primăriilor [Архівовано 14 грудня 2011 у Wayback Machine.]